# بيل هارتلي
بيل هارتلي هو سياسي كندي، ولد في 12 ديسمبر 1916 بإستيفن في كندا، وتوفي في 5 مايو 2003. حزبياً، نشط في الحزب الديمقراطي الجديد في كولومبيا البريطانية ‏.